# Rudolf Heitefuß

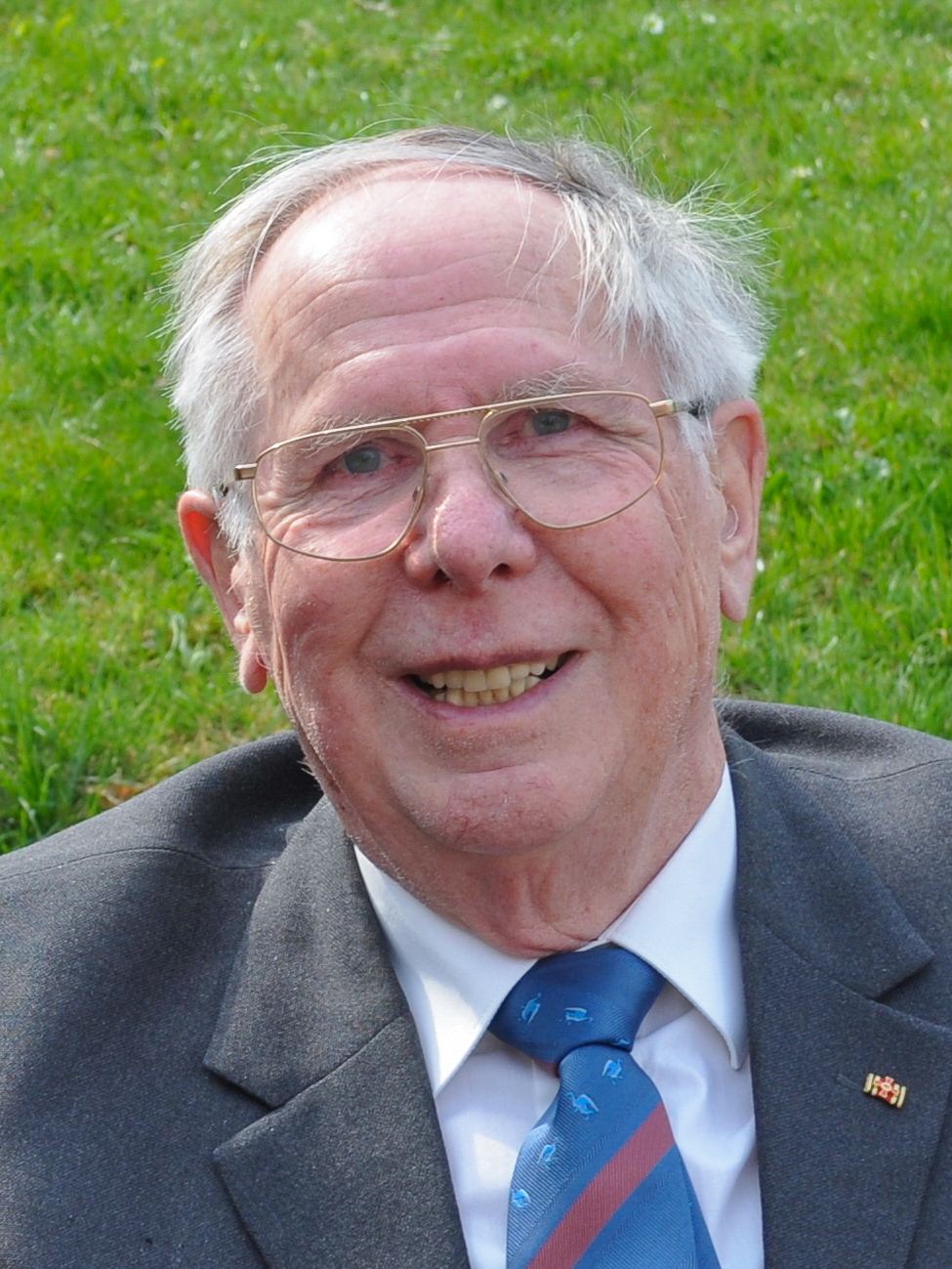
Rudolf Heitefuß (2013)

Rudolf Hermann Erich Heitefuß (* 8. November 1928 in Braunschweig; † 3. Oktober 2020) war ein deutscher Phytomediziner. Er war Ehrenvorsitzender der Deutschen Phytomedizinischen Gesellschaft und gehörte zu den maßgebenden Wegbereitern für den Integrierten Pflanzenschutz in Deutschland.

## Lebensweg
Rudolf Heitefuß, Sohn eines Taubstummenlehrers, besuchte bis 1944 die Oberschule in Braunschweig. Nach einjährigem Kriegseinsatz als Luftwaffenhelfer absolvierte er von 1945 bis 1948 eine landwirtschaftliche Lehre. Anschließend kehrte er an die Oberschule nach Braunschweig zurück und bestand im Frühjahr 1950 die Reifeprüfung. In den folgenden 18 Monaten arbeitete er an der Forschungsanstalt für Landwirtschaft in Braunschweig-Völkenrode, zunächst als Volontär auf einem Gutsbetrieb, dann im Institut für Pflanzenbau und Saatguterzeugung.
Ab Frühjahr 1951 studierte Heitefuß Landwirtschaft an der Georg-August-Universität Göttingen. Nach der Prüfung zum Diplom-Landwirt arbeitete er dort als Doktorand bei Walter Heinrich Fuchs am Institut für Pflanzenpathologie und Pflanzenschutz über Wirt-Parasit-Beziehungen. 1957 wurde er an der Landwirtschaftlichen Fakultät der Universität Göttingen mit der Dissertation: „Untersuchungen zur pathologischen Physiologie von Peronospora parasitica Gäum. auf Brassica oleracea“ zum Dr. agr. promoviert. Es folgte eine zweijährige Forschungstätigkeit im Rahmen eines Fulbright-Stipendiums an der University of Wisconsin in Madison, Wisconsin, USA.
1959 kehrte er an das Göttinger Institut für Pflanzenpathologie und Pflanzenschutz zurück. 1964 habilitierte er sich mit der Schrift Untersuchungen zur Physiologie des temperaturgesteuerten Verträglichkeitsgrades von Weizen bei Puccinia graminis tritici. Bis 1971 war Rudolf Heitefuß am Institut als Oberassistent tätig. 1971 erfolgte seine Ernennung zum Wissenschaftlichen Rat und Professor. 1972 wurde er als Nachfolger von Walter Heinrich Fuchs auf den Lehrstuhl des Instituts für Pflanzenpathologie und Pflanzenschutz der Universität Göttingen berufen. Dort wirkte er mehr als 20 Jahre lang bis zu seiner Emeritierung im Jahr 1994. Unter anderem war er maßgeblich am Göttinger Graduiertenkolleg „Landwirtschaft und Umwelt“ beteiligt. Auf vielfältige Weise war er auch als Emeritus weiterhin in seinem Fachgebiet tätig.
Rudolf Heitefuß, der zuletzt im Bad Bevensener Ortsteil Sasendorf wohnte, verstarb nach kurzem Krankenhausaufenthalt am 3. Oktober 2020 wenige Wochen vor seinem 92. Geburtstag.

## Forschung und Lehre
Das zentrale Anliegen der Forschungstätigkeit von Heitefuß war die Erarbeitung der wissenschaftlichen Grundlagen eines Integrierten Pflanzenschutzes mit dem Ziel, die Ergebnisse der landwirtschaftlichen Praxis zur Überprüfung und Nutzung zur Verfügung zu stellen. Zu den thematischen Schwerpunkten seiner Forschungsarbeiten gehörten die Untersuchungen über den Einfluss mineralischer Stickstoff-Düngung auf die Krankheitsresistenz bei Getreide, die Entwicklung von Warnsystemen und Prognoseverfahren für Pilzkrankheiten im Getreidebau, Erarbeitung von Schadensschwellen bei der Unkrautbekämpfung, Verminderung der Umweltbelastung bei der Anwendung von Pflanzenschutzmitteln, sowie Untersuchungen zur Erfassung und Bewertung der Wechselbeziehungen zwischen Kulturpflanzen und bakteriellen und pilzlichen Parasiten.
Das tragende Leitmotiv von Rudolf Heitefuß war es, Forschungsarbeiten nicht nur im „Elfenbeinturm“ der Universität durchzuführen, sondern stets auch die aktuellen Anliegen und Fragen der landwirtschaftlichen Praxis mit zu berücksichtigen. Die Verbindung von Wissenschaft und Praxis war für ihn der Schlüssel für eine umweltbewusste Phytomedizin. Die Ausführung zahlreicher seiner Forschungsvorhaben erfolgte in enger Zusammenarbeit mit Pflanzenschutzämtern, Landwirtschaftskammern und Landwirten.
Während seiner Amtszeit als Hochschullehrer hat Heitefuß etwa 200 Diplomarbeiten und mehr als 100 Dissertationen betreut. Die Ausbildung fachkompetenter Phytomediziner war ihm eine Herzensangelegenheit. Besondere Verdienste erwarb er sich mit der Einrichtung eines Aufbaustudiums „Phytomedizin“ für Diplom-Agraringenieure und Diplom-Biologen. Dieses seit 1983 bestehende, äußerst erfolgreiche Spezialstudium, mit dem der akademische Grad eines Magisters erworben werden konnte, musste jedoch im Jahre 2000 mit der Einführung modularisierter Bachelor- und Masterstudiengänge aufgegeben werden.
Die Ergebnisse seiner Forschungsarbeit und die grundlegenden Gedanken über Ziele und Aufgaben eines Integrierten Pflanzenschutzes legte Heitefuß in über 250 Publikationen nieder. Von seinen Büchern und Schriften ist das 1975 erschienene und mehrmals aufgelegte Lehrbuch Pflanzenschutz. Grundlagen der praktischen Phytomedizin hervorzuheben. In Zusammenarbeit mit Fachkollegen veröffentlichte er ein an den Bedürfnissen der Praxis orientiertes, mit Farbtafeln illustriertes Buch unter dem Titel Pflanzenkrankheiten und Schädlinge im Ackerbau (Erstauflage 1984). Das von ihm gemeinsam mit Rolf Diercks 1990 herausgegebene Werk Integrierter Landbau gilt auch heute noch als ein Standardwerk der agrarwissenschaftlichen Fachliteratur.
Beachtenswert für die Entwicklungsgeschichte des Fachgebietes Phytomedizin ist die von ihm 2005 herausgegebene Schrift Probleme und Perspektiven des Pflanzenschutzes in einer umweltgerechten Landwirtschaft – ein Sammelband mit seinen wichtigsten Vorträgen und grundlegenden Aufsätzen aus drei Jahrzehnten. Von 1979 bis 2000 war Rudolf Heitefuß zudem verantwortlicher Mitherausgeber der Phytopathologischen Zeitschrift (jetzt Journal of Phytopathology) und von 1974 bis 1996 Mitglied des Herausgeberkollegiums der Zeitschrift für Pflanzenkrankheiten und Pflanzenschutz.

## Ehrungen und Auszeichnungen
Aufgrund seiner Fachkompetenz wurde Rudolf Heitefuß der Vorsitz in zahlreichen wissenschaftlichen Institutionen angetragen. Er war von 1983 bis 1991 Vorsitzender des Ausschusses für Pflanzenschutz der Deutschen Landwirtschafts-Gesellschaft, von 1984 bis 1991 Vorsitzender des wissenschaftlichen Beirates der Biologischen Bundesanstalt für Land- und Forstwirtschaft und von 1986 bis 1989 Vorsitzender der Senatskommission für Pflanzenschutz, Pflanzenbehandlungs- und Vorratsschutzmittel der Deutschen Forschungsgemeinschaft, dann bis 1994 der „Senatskommission zur Beurteilung von Stoffen in der Landwirtschaft“.
Von 1975 bis 1981 war Rudolf Heitefuß 1. Vorsitzender der Deutschen Phytomedizinischen Gesellschaft, die ihn 1995 zum Ehrenvorsitzenden wählte. 1996 wurde er mit der Otto-Appel-Denkmünze ausgezeichnet. Ferner wurden ihm die Professor-Niklas-Medaille in Silber, die Max-Eyth-Denkmünze in Silber und die Thaer-Thünen-Medaille in Silber verliehen. Am 30. Januar 2006 erhielt er das Bundesverdienstkreuz (1. Klasse).

## Hauptwerke
- Pflanzenschutz. Grundlagen der praktischen Phytomedizin. Georg Thieme Verlag, Stuttgart 1975; 2. Auflage ebenda 1987; 3. Auflage ebenda 2000.
- als Herausgeber mit P. H. Williams: Encyclopedia of Plant Physiology, New Series, Vol. 4. Springer-Verlag, Berlin 1976.
- mit Klaus König und Alfred Obst: Pflanzenkrankheiten und Schädlinge im Ackerbau. DLG-Verlag, Frankfurt (Main) 1984; 2. Auflage ebenda 1987; 3. Auflage ebenda 1993; 4. Auflage (weiterer Mitautor: Manfred Reschke) Verlags Union Agrar Frankfurt (Main) 2000.
- Integrierter Pflanzenschutz. AID-Broschüre Band 32, Bonn 1985.
- als Herausgeber zusammen mit Rolf Diercks: Integrierter Landbau. Systeme umweltbewußter Pflanzenproduktion. Grundlagen, Erfahrungen, Entwicklungen. Bayerischer Landwirtschaftsverlag München 1990; 2. Auflage Verlag Eugen Ulmer, Stuttgart 1994.
- als Herausgeber unter Mitarbeit von Friedhelm Döpke: Integrierte Pflanzenproduktion. Bericht zum Schwerpunktprogramm „Entwicklung eines integrierten Systems der Pflanzenproduktion unter Beachtung ökonomischer und ökologischer Aspekte des Pflanzenschutzes in Weizen“. DFG-Forschungsbericht VCH Verlagsgesellschaft, Weinheim 1990.
- als Initiator und Herausgeber: Ökotoxikologie von Pflanzenschutzmitteln. Sachstandsbericht der „Senatskommission zur Beurteilung von Stoffen in der Landwirtschaft“. Veröffentlichung der Deutschen Forschungsgemeinschaft. VCH Verlagsgesellschaft, Weinheim 1994.
- als Herausgeber mit H. Hartleb und H.-H. Hoppe: Resistance of Crop Plants against Fungi. Gustav Fischer-Verlag, Jena und Stuttgart 1997.
- als Herausgeber mit Fred Klingauf: Gesunde Pflanzen – Gesunde Nahrung. Pflanzenschutz ist Verbraucherschutz. Verlag Eugen Ulmer, Stuttgart 2004 = Schriftenreihe der Deutschen Phytomedizinischen Gesellschaft, Band 7.
- Probleme und Perspektiven des Pflanzenschutzes in einer umweltgerechten Landwirtschaft. Reden und Aufsätze aus drei Jahrzehnten. Institut für Pflanzenpathologie und Pflanzenschutz der Universität Göttingen 2005.
- als Herausgeber mit Andreas von Tiedemann und F. Feldmann: Pflanzenproduktion im Wandel – Wandel im Pflanzenschutz. Themenschwerpunkt der 56. Pflanzenschutztagung in Kiel. DPG Spectrum Phytomedizin; Verlag der DPG (Deutsche Phytomedizinische Gesellschaft) Braunschweig 2008.